# Frances Baard
Frances Goitsemang Baard (* 1901 oder 1. Oktober 1909 in Beaconsfield, heute Kimberley, Südafrika; † 1997 in Mabopane bei Pretoria, Südafrika; gebürtig Frances Maswabi) war eine südafrikanische Gewerkschaftlerin, Politikerin und Antiapartheidsaktivistin. Sie war führendes Mitglied der African National Congress Women’s League und Förderin der United Democratic Front. Im Gedenken an sie wurde der Distrikt Diamantveld nach ihr benannt.

## Leben
Frances Baard, auch MaBaard genannt, wurde als Frances Maswabi (auch Masuabi) in Green Point in Beaconsfield (heute Teil von Kimberley) geboren. Ihr Vater war Herman Maswabi, der ursprünglich aus Ramotswa in Botswana nach Kimberley gekommen war, um in den Minen zu arbeiten. Baards Mutter war Sarah Voss, eine Tswana aus Kimberley.
Baard besuchte die Racecourse Primary School und die Lyndhurst Road School in Malay Camp (ein Vorort Kimberleys ähnlich dem District Six Kapstadts). Anschließend war sie für kurze Zeit bis zum Tod ihres Vaters an der bekannten Perseverance School. Sie arbeitete kurz als Lehrerin und nach ihrem Umzug nach Port Elizabeth als Hausangestellte und Fabrikarbeiterin. Dort heiratete sie 1942 ihren Schulfreund Lucas Baard.

## Politische Karriere
Zu dieser Zeit wurde sie ein aktives Mitglied des ANC, dem sie 1948 beigetreten war, und Gewerkschafterin. Dies war ihre Reaktion auf ihre Erfahrungen mit Unterdrückung und Ausbeutung während der Apartheid. Ihre Vorbilder waren Raymond Mhlaba und Ray Alexander.
Ab 1952 organisierte sie Aktivitäten der African National Congress Women’s League (ANCWL) und übernahm später verschiedene Ämter, wie die Finanz- oder Geschäftsleitung der Zweigstelle der ANCWL in Port Elizabeth. Mitte der 50er Jahre übernahm sie die Finanzleitung der nationalen Women’s League. Außerdem war sie Vorstandsmitglied der Federation of South African Women (FEDSAW).

### Freiheitscharta und Frauenmarsch
Baard war 1955 am Entwurf der Freiheitscharta beteiligt. Sie war eine der Führerinnen des Protestmarschs der Frauen zum Regierungssitz Union Buildings in Pretoria, der am 9. August 1956 als Protest gegen die Pass Laws durchgeführt wurde.

“A pass is this little book you must get when you are 16 and it says where you can work, and where you can be, and if you have got work. You can’t get a job without this book. And you can only get a job where they stamp your pass to say ‘Johannesburg’ or ‘Pretoria’ and so on. You must carry it with you all the time because the police can ask you, ‘Where is your pass?’ any time, and then you must show them. If you haven’t got your pass, they put you in jail for some days or else you must pay some money to get out.”

„Ein Pass ist dieses kleine Buch, das du dir holen musst, wenn du 16 bist, und das sagt dir, wo du arbeiten kannst und wo du sein darfst und ob du arbeiten musst. Du kannst keine Arbeit bekommen ohne dieses Buch. Und du kannst nur dort arbeiten, wo du einen Stempel hast mit ‚Johannesburg‘ oder ‚Pretoria‘ oder so. Du musst ihn immer bei dir haben, weil dich die Polizei immer fragen kann ‚Wo ist dein Pass‘, und dann musst du ihn zeigen. Wenn du deinen Pass nicht hast, stecken sie dich für ein paar Tage ins Gefängnis oder du musst Geld zahlen, um rauszukommen.“

1956 gehörte sie zu den Angeklagten im Treason Trial, als Nelson Mandela und 155 weitere Apartheidsgegner gefangen genommen und des Landesverrats beschuldigt wurden. Im selben Jahr wurde sie Vorstandsmitglied des South African Congress of Trade Unions (SACTU, deutsch „Südafrikanischer Kongress der Gewerkschaften“).

### Gefangenschaft
1960 wurde sie zum ersten Mal verhaftet und drei Jahre später erneut; dabei verbrachte sie zwölf Monate in Einzelhaft. 1964 wurde sie wegen ihrer Tätigkeit für den ANC unter Berufung auf den Suppression of Communism Act erneut gefangen genommen und zu fünf Jahren Haft verurteilt. Verwandte in Port Elizabeth und Kimberley nahmen sich ihrer Kinder an.

### Verbannung und anschließende politische Aktivitäten
Nach ihrer Freilassung im Jahr 1969 wurde sie nach Boekenhout verbannt. Zwei Jahre später lief der Bann aus. Anschließend zog sie nach Mabopane bei Pretoria, wo sie bis zu ihrem Lebensende wohnte. Im August 1983 nahm Baard an der Gründung der United Democratic Front (UDF) in Kapstadt teil. Dort wurde sie zur Schirmherrin und in den Vorstand gewählt.
Frances Baard war Mitglied der Methodistischen Kirche und ihrer Frauenvereinigung Women’s Guild.

## Andenken
1999 erhielt Baard postum den südafrikanischen Order of Meritorious Service in Silber. Im Juni 2001 wurde der Distrikt Diamantveld in der Provinz Nordkap zu Baards Ehren in Frances Baard District Municipality umbenannt. Der Vorschlag dazu kam von einem Angestellten des McGregor Museum in Kimberley.
Im Gedenken an die Tochter der Stadt Kimberley und der Provinz Nordkap und ihre Rolle beim Frauenprotestmarsch am 9. August 1956 wurde am National Women’s Day 2009 ihre Statue von der Premierministerin der Provinz, Hazel Jenkins, in Kimberley enthüllt. Die Inschrift auf dem Granitsockel ist ein berühmtes Zitat aus Baards Autobiografie:

“My spirit is not banned — I still say I want freedom in my lifetime.”

„Mein Geist ist nicht verbannt – Ich sage noch immer, ich möchte Freiheit noch zu meinen Lebzeiten.“